# سیارک ۵۵۹۸
سیارک ۵۵۹۸ (به انگلیسی: 5598 Carlmurray، نامگذاری:1991PN18) پنج هزار و پانصد و نود و هشتمین سیارک کشف شده‌است که در ۸ اوت ۱۹۹۱ کشف شد.
قدر مطلق سیارک برابر ۱۲٫۸۰ است.